# Кошериу, Эуджен
Эуджен Кошериу (рум. Eugen Coșeriu; 1921 — 2002) — немецкий учёный-лингвист румынского происхождения, специалист по романскому языкознанию; профессор, автор более 50 книг, почетный член Румынской Академии (1991).

## Биография
Родился 27 июля 1921 года в селе Михэйлень Королевства Румыния, позже — Молдавской ССР, ныне Республики Молдовы.
Учился в лицее Liceul Teoretic „Ion Creangă” города Бельцы, где одноклассниками были Vadim Pirogan — бессарабский писатель, и Sergiu Grossu — румынский писатель. После окончания Ясского университета (город Яссы), Эуджен отправился в 1940 году в Италию, где продолжил учебу в Итальянском институте культуры в Риме. Здесь в 1944 году он получил докторскую степень за диссертацию о влиянии Chanson de geste (жанр французской средневековой литературы эпического содержания) на поэзию южных славянских народов. В 1944—1945 годах Кошериу работал в Падуанском университете, с 1945 по 1949 годы — в Миланском университете.
Некоторое время работал в Латинской Америке — в Уругвайском Республиканском университете, затем вернулся в Европу и до конца жизни работал в Тюбингенском университете, Германия. Президент Европейского лингвистического общества в 1969—1970 годах.
В 1993 году стал Почётным гражданином Кишинёва.
Умер 7 сентября 2002 года в Тюбингене, Германия.

## Книги
- Sprachtheorie und allgemeine Sprachwissenschaft. Münch., 1975.
- Leistung und Grenzen der transformationellen Grammatik. 2. Aufl. Tüb., 1977.
- Probleme der strukturellen Semantik. 3. Aufl. Tüb., 1978.
- Sprache: Strukturen und Funktionen. 3. Aufl. Tüb., 1979.
- Einführung in die allgemeine Sprachwissenschaft. Tüb., 1988.
- Textlinguistik: eine Einführung. 3. Aufl. Tüb., 1994.
- Синхрония, диахрония и история. Проблема языкового изменения. М., 2001.

## Память
Именем Эуджена Кошериу носят:
- городская библиотека в Бельцах,
- школа в селе Михэйлень,
- международный коллоквиум Internațional de Științe ale Limbajului.